# Shigeru Iitaka
Shigeru Iitaka (飯高 茂 Iitaka Shigeru; Chiba, 29 de maio de 1942) é um matemático japonês, professor da Universidade de Gakushuin, que trabalha com geometria algébrica e introduziu a dimensão de Kodaira e a dimensão de Iitaka.
Obteve em 1970 um doutorado na Universidade de Tóquio, orientado por Kunihiko Kodaira, com a tese 代数多様体のD-次元について」(On D-dimensions of algebraic varieties). Recebeu o Prêmio Iyanaga de 1980 da Sociedade Matemática do Japão e o Prêmio da Academia de Ciências do Japão em 1990.
Foi pesquisador visitante no Instituto de Estudos Avançados de Princeton em 1971-1972. Foi palestrante convidado do Congresso Internacional de Matemáticos em Varsóvia (1983).